# 羽曳野市立古市小学校
羽曳野市立古市小学校（はびきのしりつ ふるいちしょうがっこう）は、大阪府羽曳野市古市にある公立小学校。

## 沿革
- 1873年（明治6年）6月 - 開校。

## 通学区域
- 古市1丁目から4丁目まで、誉田1丁目から7丁目まで、碓井1丁目から4丁目まで、川向（2038番地を除く）[1]

※卒業後は基本的に羽曳野市立誉田中学校に進学する。